# 맹동초등학교
맹동초등학교는 대한민국 충청북도 음성군 맹동면 쌍정리에 있는 공립 초등학교이다.

## 학교 연혁
- 1923년 6월 18일 : 맹동공립보통학교 개교(설립인가 3월 28일)
- 1938년 4월 1일 : 맹동공립심상소학교로 개칭
- 1941년 4월 1일 : 맹동공립국민학교로 개칭
- 1946년 5월 10일 : 통동분교장 설치
- 1985년 3월 10일 : 병설유치원 개원(2학급)
- 1986년 12월 20일 : 과학교육진흥 유공학교 표창
- 1992년 3월 1일 : 통동분교장 폐쇄
- 1996년 3월 1일 : 맹동초등학교로 개칭
- 1996년 3월 1일 : 특수학급 1학급 설립
- 2000년 12월 15일 : 교육활동 우수학교 선정(도교육청)
- 2006년 4월 19일 : 강당(함박관) 준공
- 2008년 3월 1일 : 통합교육 충청북도교육청지정 연구학교
- 2009년 12월 31일 : 교육과정 자율화 우수학교 교육감 표창
- 2013년 3월 1일 : 충청북도교육청지정 교육복지 연구학교 지정
- 2014년 6월 26일 : 외부환경개선 및 조경공사
- 2015년 2월 16일 : 제90회 졸업식(총 6,478명)
- 2015년 9월 1일 : 제36대 이정애 교장 취임

## 참고 자료
- 맹동초등학교 - 한국교육학술정보원 학교알리미